# Ходзьо Токімуне
Ходзьо Токімуне (яп. 北条時宗, ほうじょう ときむね; 5 червня 1251 — 20 квітня 1284) — японський самурайський військовик періоду Камакури. Голова роду Ходзьо. Обіймав посаду сіккена (регента) у 1268–1284 роках.

## Життєпис
Походив з роду Ходзьо. Старший син Ходзьо Токійорі, сіккена, та представниці роду Морі. Народився у 1251 році у м. Камакура. У 1256 році, після відставки батька, отримав титул токусо, тобто формального голови клану Ходзьо. Проте за малолітством він не зміг стати сіккеном. У 1260 році призначається молодшим радником. У 1261 році пошлюбив доньку впливового аристократа Адаті Йосікаґе. У 1264 році після смерті батька призначається на посаду реншо (на кшталт віце-регента) при родичі сіккені Ходзьо Масамура. У 1266 році брав участь у поваленні сьоґуна Мунетака та встановлення у владі принца Кореясу.
У 1268 році після смерті Масамури стає сіккеном, тобто фактичним володарем Японії. У 1267 році Японія отримала перший лист від онука Чингісхана Хубілая (засновника династії Юань) з пропозицією «встановити дружні відносини». Імператорський двір, військовий уряд сьоґуна встали перед вибором: відповісти на пропозицію Хубілая згодою означало визнати підлегле становище Японії по відношенню до монголів; в іншому випадку державу очікувала війна. Рішення ухвалив Ходзьо Токімуне, який оголосив жорстку політику щодо захисту національних інтересів країни і наказав готувати державу до оборони. Подальші посольства та звернення Хубілая (кінець 1268, 1269, 1271, 1272 роки) були проігноровані сіккеном, а відповідно бакуфу та імператорським двором.
З огляду на це 1274 року проти Японії рушила 30-тисячна юаньська армія. Спочатку монголи здолали японців у битвах на островах Цисіма, Ікі, Хірато. Проте армія погано постачалася і мусила відступати. В результаті окремі загони ворогів, що висадилися на узбережжі, зазнали поразки від військ Токімуне у битвах при Акасака (округ Савара), Торікай-Ґата. Неподалік від берега монгольська армія зазнала удару тайфуну, що японці звали камікадзе.
У 1275 та 1279 роках до Токімуне прибували два посольства від Хубілая. Усіх їх була страчено за наказом Ходзьо. Водночас Токімуне зібрав доволі потужне військо. У 1281 році Хубілай відправив проти Японії нову армію у 40 тис. Втім, японський флот успішно тримав монгольські кораблі, не призначені для морського бою, на віддалі від берегів. Після висадки частини юаньської армії на узбережжі її флот зазнав важкого удару камікадзе біля о. Кюсю, чим підірвано моральний дух агресора. При цьому японські військовики здобули перемоги у битвах на островах Цусіма, Сікано, Ікі, що сприяло посиленню впевненості в японцях. Цим скористався Ходзьо Токімуне, який наказав своїм провідним військовикам атакувати ворога, завдавши монголам нищівних поразок у битвах при Мікурія та на о. Така. Такими діями він значно підняв авторитет серед самураїв.
Після відбиття монгольської навали Ходзьо зіткнувся з новими труднощами, цього разу всередині країни: ослабла економіка, розорені війною селяни, які, не маючи більше можливості нести важкий тягар податків, активно стали залишати свої землі. Країну заполонили банди розбійників, ослабла вся центральна влада. Для порятунку становища Токімуне призначив на всі ключові посади членів своєї родини. Фактична влада в країні перейшла законним шляхом в руки одного роду, зберігши при цьому видимість колегіальності. У 1283 році призначив спадкоємцем посади сіккен свого сина Ходзьо Садатокі. Помер у 1284 році.

## Релігійна політика
Був прихильником дзен-буддизму, якому надавав покровительство. Наверненню до дзен-буддизму сприяв ченець та засновник монастиря Енґакудзі Муґаку Соґен (Усюе Цзуюань), який прибув з Південної Сун. Завдяки підтримці Токімуне вплив цьому напрямку буддизму поширився всією Японією, особливо серед самураїв. У 1271 році підтримав вимогу секти Дзьодо-сю проти будистського ченця Нітірена, якого було заслано на о. Садо.